# 수오메누스코

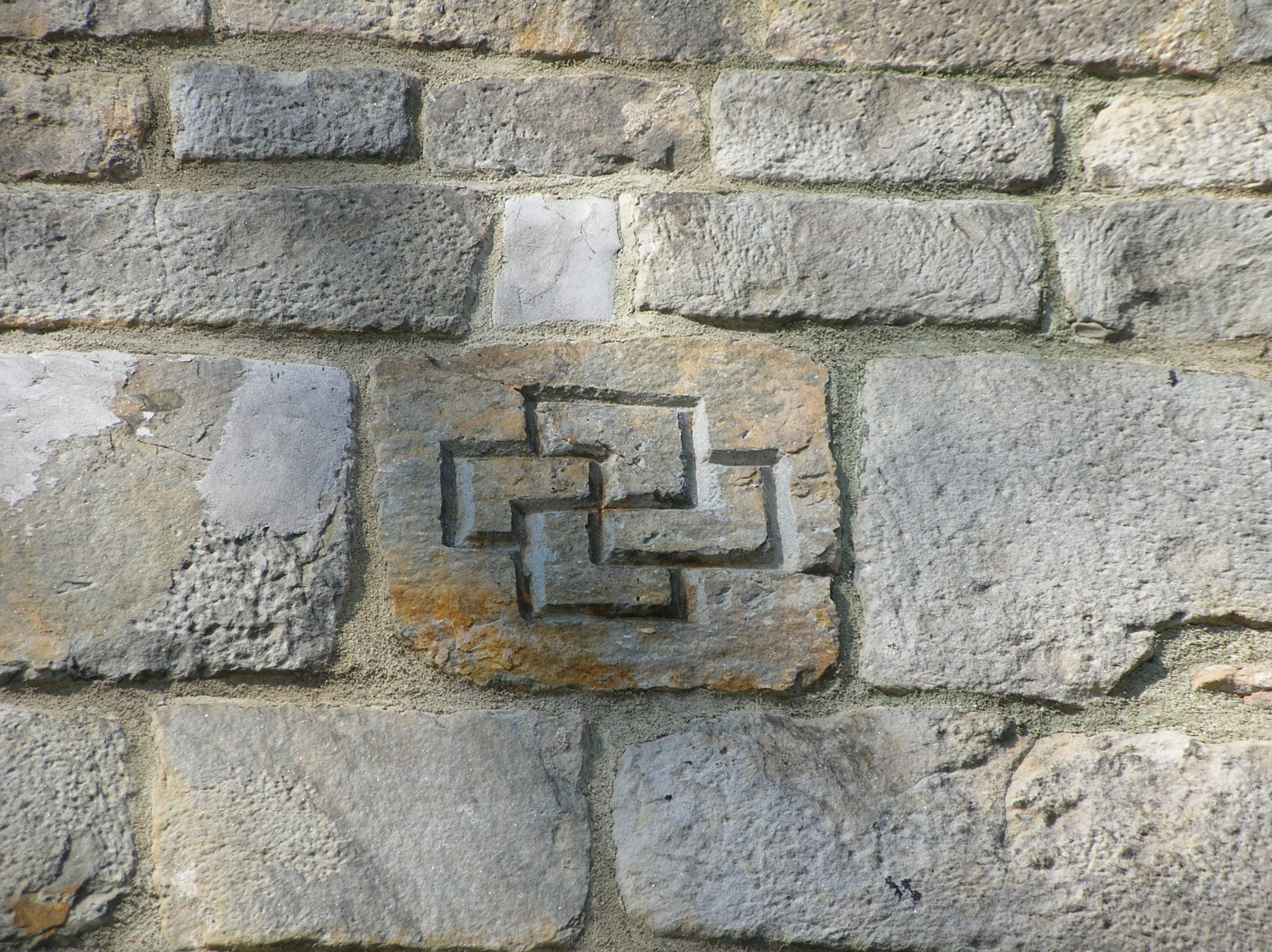
투르산쉬댄 문양.

수오메누스코(핀란드어: Suomenusko)는 기독교 이전에 핀인들이 믿었던 다신교를 부활시키자고 하는 현대 이교 운동이다. 20세기 초에 있었던 우코누스코(Ukonusko)가 선구적 존재라고 할 수 있다. 기독교 전래 이전의 핀란드 문화는 구전으로만 전해졌기에 남아있는 것이 매우 희박해 민족종교 부활에 어려움이 따른다.   핀란드 원주민의 문화를 기록한 일차 문헌들은 모두 기독교도들에 의해 저술되었으며, 이 문헌들은 기독교적 편향을 가지고 있을 수 있기에 어디까지 믿을 수 있을지 불확실하다.
현재 두 개의 큰 수오메누스코 단체가 있다. 하나는 헬싱키에 소재한 "수오미 토착종교협회"(Suomalaisen kansanuskon yhdistys ry)로 2002년 개업했다. 다른 하나는 투르쿠의 "북극성 협회"(핀란드어: Taivaannaula ry)로 2007년 개업했다. 수오미 토착종교협회는 카렐리아인들도 받아들이고 있으며 우랄 교우회에 가맹하고 있다.

## 같이 보기
- 핀란드 신화
- 칼레발라